# Sciuro-hypnum brotheri
Sciuro-hypnum brotheri là một loài Rêu trong họ Brachytheciaceae. Loài này được (Paris) Ignatov & Huttunen mô tả khoa học đầu tiên năm 2002.